# HD 57197
HD 57197，又名CD-43 3093，SAO 218618、HR 2789，是一颗恒星，视星等为5.85，位于銀經255.49，銀緯-14.03，其B1900.0坐标为赤經7h 14m 58.4s，赤緯-43° -14.03′ 15″。